# Шеридан (окръг, Северна Дакота)
Вижте пояснителната страница за други значения на Шеридан.
Окръг Шеридан (на английски: Sheridan County) е окръг в щата Северна Дакота, Съединени американски щати. Площта му е 2606 km², а населението - 1353 души (2017). Административен център е град Макклъски.